# عبد العزيز القرجي
عبد العزيز الڤُرْجِي (الڤُرْجِي، لقب يُطلق في تونس على أصيلي كرجستان أو ما تسمى حاليا جورجيا) رسام وفنان تشكيلي تونسي، ولد في 2 جوان 1928 بمدينة تونس وتوفي بها في 10 جانفي 2008.

## حياته

طابع بريدي من رسم عبد العزيز القرجي، أصدره البريد التونسي في (من فئة 10 مليمات تونسية)

ولد عبد العزيز القرجي في مدينة تونس العتيقة. تابع دراسته في المعهد العالي للفنون الجميلة بتونس بين عامي 1944 و1949، قبل الالتحاق بالمدرسة الباريسية لمواصلة دراسته الفنية. ساهم، إثر عودته إلى تونس، بنشاط في إنشاء مدرسة تونس صحبة عمار فرحات ويحيى التركي وجلال بن عبد الله وعلي بلاغة، وهو الذي قادها منذ عام 1968.
أنشأ عام 1973 بمدينة تونس معرض الفنون الخاص به، الذي أسماه رواق القرجي.
ساهم في العديد من المعارض الفنية في تونس وفي العالم، فضلا عن العديد من الجداريات والمنحوتات والزرابي الفنية والطوابع البريدية. قام بتدريس الرسم والتلوين والخزف بمعهد الفنون الجميلة بتونس بين عامي 1959 و1983.
أسند إليه رئيس الجمهورية التونسية السيد زين العابدين بن علي عام 1990 الجائزة التقديرية في ميدان الفنون التشكيلية، ثم عام 1999 الصنف الأكبر من وسام الاستحقاق الوطني في القطاع الثقافي، وفي 7 نوفمبر 2000 جائزة رئيس الجمهورية للخلق والإبداع.
توفي في 10 جانفي 2008 بمدينة تونس عن عمر تناهز 79 سنة، ودفن في اليوم التالي في مقبرة سيدي بوسعيد.